# Ceratosaurus
Ceratosaurus („rohatý ještěr“), byl středně velký teropodní dinosaurus. Žil přibližně před 150 milióny let v období svrchní jury. Pojmenován je podle kostěného hřebenovitého výstupku, který byl za jeho života pokryt rohovinou. Fosilie tohoto teropoda byly objeveny v americkém Coloradu, Utahu, Wyomingu či (pravděpodobně) v Portugalsku (souvrství Alcobaça) a tanzanské Mtwaře. Fosilní zuby tohoto rodu byly objeveny také v pozdně jurských sedimentech Uruguaye.

## Popis
Byl to po dvou chodící masožravec dlouhý přibližně 6 až 7 metrů a vážící asi 600 až 700 kg. Pro exemplář USNM 4735 byla odhadnuta hmotnost 647 kilogramů. Podle odborné práce z roku 2021 měřil nejdelší známý a detailněji popsaný exemplář 5,9 metru a zaživa vážil asi 1337 kilogramů. Větší exempláře však mohly potenciálně dosahovat hmotnosti až kolem 970 kilogramů.
Na hřbetě podél páteře měl tento teropod pás úzkých kostěných destiček. Pravděpodobně se jednalo o rudiment (evoluční pozůstatek) původně rozsáhlejšího „pancéřování“, které je u známých teropodních dinosaurů zatím unikátní. Histologickým rozborem kostí ceratosaura bylo také zjištěno, že extrémně rychle rostl, a to několikanásobně rychleji než třeba madagaskarští teropodi rodu Masiakasaurus a Majungasaurus.

## Paleoekologie
Lovil zřejmě ve skupinách, například býložravé dryosaury či stegosaury, ale byl schopen zaútočit i na mladé nebo nemocné sauropody. Zuby měl ploché, dýkovité, horní měl větší než dolní. Na předních končetinách měl 4 prsty, na zadních 3 funkční. Na území kraje Albany ve Wyomingu bylo objeveno také mládě, o 34 % menší než typový exemplář. Podle paleontologa Roberta T. Bakkera byly čelistní kosti ceratosaurů do značné míry flexibilní a umožňovaly do jisté míry roztažitelnost čelistí – podobně jako v případě hadů. Výpočty stejného vědce ukazují, že 1 tunu vážící ceratosaurus potřeboval k tomu, aby vyrostl za 5 let do dospělé velikosti zhruba 30 tun masa.

## Zařazení
Ceratosaurus spadal do čeledi Ceratosauridae, kterou v současnosti tvoří spolu s jediným dalším známým taxonem, argentinským druhem Genyodectes serus. Ten žil nicméně mnohem později (před asi 112 miliony let) a představuje proto jediný důkaz o dlouhodobé existenci této podskupiny ceratosaurních teropodů.

## Historie
Pochybný druh Ceratosaurus ingens (také Megalosaurus ingens), popsaný z africké Tanzanie v roce 1920 na základě až 15 cm dlouhých fosilních zubů, byl ve skutečnosti spíše zástupcem rodu Torvosaurus.

### Česká literatura
- SOCHA, Vladimír (2021). Dinosauři – rekordy a zajímavosti. Nakladatelství Kazda, Brno. ISBN 978-80-7670-033-8 (str. 99-100)